# Deroserica pulchra
Deroserica pulchra är en skalbaggsart som beskrevs av Moser 1915. Deroserica pulchra ingår i släktet Deroserica och familjen Melolonthidae. Inga underarter finns listade i Catalogue of Life.